# Эренрайк, Олден
Олден Калеб Эренрайк (англ. Alden Caleb Ehrenreich; род. 22 ноября 1989, Лос-Анджелес, Калифорния, США) — американский актёр. Наиболее известен по ролям в фильмах «Да здравствует Цезарь!» (2016) и «Хан Соло. Звёздные войны: Истории» (2018).

## Биография
Олден родился 22 ноября 1989 года в Лос-Анджелесе, штат Калифорния в еврейской семье, его предками были еврейские эмигранты из Австрии, Венгрии, России и Польши. Его мать, Сари, работает дизайнером интерьеров, а его отчим ортодонтом. Его назвали в честь Фила Олдена Робинсона, друга семьи. Он был воспитан в традициях реконструктивистского иудаизма. Ещё в детском саду воспитатели заметили его способность к устной речи и порекомендовали отдать ребёнка в школу по языкознанию в Лос-Анджелесе.
Актёрская карьера Эренрайка началась с ролей в сериалах «Сверхъестественное» и «C.S.I.: Место преступления».
В 2007 году он получил роль Бенни в фильме «Тетро» режиссёра Фрэнсиса Форда Копполы. Во время прослушивания Коппола попросил Эренрайка прочитать отрывок из романа «Над пропастью во ржи». Фильм был выпущен ограниченным тиражом в 2009 году и получил положительные отзывы критиков, которые высоко оценили игру Эренрайка. В 2011 году он сыграл роль второго плана в следующем фильме Копполы «Между», а также снялся вместе с Натали Портман в рекламном ролике духов «Miss Dior Cherie» режиссёра Софии Копполы.
В 2013 году он снялся в роли Итана Уэйта в экранизации романа «Прекрасные создания», и появился как Вип Тэйлор в триллере Пака Чхан Ука «Порочные игры». Затем он сыграл в фильме-драме «Жасмин». В 2016 году Эренрайк стал более широко известен благодаря своей совместной ведущей роли Хобби Дойла в фильме братьев Коэнов «Да здравствует Цезарь!». В том же году он сыграл главную роль в романтической комедии «Вне правил». В 2017 году вышла военная драма «Жёлтые птицы» с участием Эренрайка.
Эренрайк сыграл главную роль молодого Хана Соло в спин-оффе киносаги «Звёздные войны», премьера которого состоялась 24 мая 2018 года. Исполнение Эренрайком роли популярного персонажа «Звёздных войн», который у большинства зрителей ассоциируется с актёром Харрисоном Фордом, была в целом положительно встречена критиками, которые отмечали, что мало кто из актёров способен сравниться в харизме с Фордом. Сам 75-летний Харрисон, по словам режиссёра Рона Ховарда, посмотрел фильм дважды и положительно отозвался о работе Эренрайка.

## Фильмография
| Год  |     | Русское название                  | Оригинальное название          | Роль                                      |
| ---- | --- | --------------------------------- | ------------------------------ | ----------------------------------------- |
| 2005 | с   | Сверхъестественное                | Supernatural                   | Бен Колинс                                |
| 2006 | с   | C.S.I.: Место преступления        | CSI: Crime Scene Investigation | Свэн                                      |
| 2008 | кор | Switcheroo                        | Switcheroo                     | Дэн                                       |
| 2009 | ф   | Тетро                             | Tetro                          | Бенни                                     |
| 2009 | кор | Greased                           | Greased                        | Бэн                                       |
| 2010 | ф   | Где-то                            | Somewhere                      | Актёр на вечеринке                        |
| 2011 | ф   | Между                             | Twixt                          | Фламинго                                  |
| 2011 | кор | Дантист                           | A Dentist                      | Алан Голденберг                           |
| 2013 | ф   | Прекрасные создания               | Beautiful Creatures            | Итан Лоусон Уэйт                          |
| 2013 | ф   | Порочные игры                     | Stoker                         | Вип Тэйлор                                |
| 2013 | ф   | Жасмин                            | Blue Jasmine                   | Дэнни Фрэнсис                             |
| 2013 | кор | Кленовые листья                   | Maple Leaves                   | Джесси                                    |
| 2013 | док | Тинейдж                           | Teenage                        | Тинейджер 40-х годов                      |
| 2014 | ф   |                                   | Running Wild                   | Эли                                       |
| 2016 | ф   | Вне правил                        | Rules Don't Apply              | Фрэнк Форбс                               |
| 2016 | ф   | Да здравствует Цезарь!            | Hail, Caesar!                  | Хоби Дойл                                 |
| 2017 | ф   | Жёлтые птицы                      | The Yellow Birds               | Брэндон Бартл                             |
| 2018 | ф   | Хан Соло. Звёздные войны: Истории | Solo: A Star Wars Story        | Хан Соло                                  |
| 2020 | с   | Дивный новый мир                  | Brave New World                | Джон Дикарь                               |
| 2022 | ф   | Между настоящим и рассветом       | B'Twixt Now and Sunrise        | Фламинго                                  |
| 2023 | ф   | Честная игра                      | Fair Play                      | Люк                                       |
| 2023 | ф   | Кокаиновый медведь                | Cocaine Bear                   | Эдди                                      |
| 2023 | кор |                                   | Shadow Brother Sunday          | Коул, режиссёр, сценарист                 |
| 2023 | ф   | Оппенгеймер                       | Oppenheimer                    | помощник Штраусса                         |
| 2025 | с   | Железное сердце                   | Ironheart                      | Иезекииль «Зик» Стейн / Джо Макгилликадди |
| 2025 | ф   | Орудия                            | Weapons                        | Пол Морган                                |
| 2026 | ф   | Последний курорт                  | The Last Resort                | Бен                                       |
|      | ф   | Швейцария                         | Switzerland                    | Эдвард Риджуэй                            |